# 190 î.Hr.

## Nașteri
- Hiparh, astronom și matematician grec, în Nicaea (acum İznik, Turcia), (d. 120 î.Hr.)

## Decese
- dată necunoscută: Apoloniu din Perga  (n. 262 î.Hr.)
- dată necunoscută: Dionysodor  (n. 250 î.Hr.)